# サラ忍マン (漫画)
『サラ忍マン』（サラにんマン）は、新田たつおによる日本の漫画。『ビッグコミックスペリオール』（小学館）にて、1996年から1997年にかけて連載された。単行本全4巻。

## あらすじ
「関東卍会」によって殺人マシーンとして育てられた忍者・(影)シャドウは、平凡でささやかな人生を望んで組織から逃亡する。偶然出会った平凡なサラリーマン・田中一郎の命を一度は救った影だったが、一郎はその後殺害された。一郎との奇縁を感じた影は、自らの顔を変えて彼になり変わる。

## 主な登場人物
影（シャドウ）
関東卍組の元殺し屋で忍術を使う。逃亡の途中で知り合った一郎が殺されたのを目撃、生涯に一度しか使えない「整形術」で一郎の姿となって、平凡な人生を送ろうとする
田中一郎
覇王建設の社員。花祭の愛人だった理沙子を押し付けられて結婚したこともあって理沙子にはバカにされていた。その後、花祭の陰謀によって殺害された。
田中理沙子
一郎の妻。元々は花祭の愛人だったが妊娠したため一郎と結婚させられる。
花祭正臣（はなまつりまさおみ）
覇王建設の専務の息子。妊娠した理沙子を一郎と結婚させる。
火村剛志
関東卍組若頭。

## 書誌情報
- 新田たつお 『サラ忍マン』 小学館〈ビッグコミックス〉、全4巻
  1. 1996年3月発売 ISBN 4-09-184111-2
  2. 1996年8月発売 ISBN 4-09-184112-0
  3. 1997年2月発売 ISBN 4-09-184113-9
  4. 1997年11月発売 ISBN 4-09-184114-7

## オリジナルビデオ
1997年、ケイエスエスによってオリジナルビデオが制作・発売された。同社の活動停止に伴って権利がSoftgarageに移管され、2012年にジーダスからDVD版が発売されている。

### スタッフ
- 原作 - 新田たつお
- 監督 - 武藤教顕
- プロデューサー - 林由恵、松本和久
- 脚本 - 北野ひろし、むとうかずあき
- 撮影 - 志賀葉一

### キャスト
- 影/田中一郎 - 布川敏和
- 田中理沙子 - 真弓倫子
- 古藤芳冶
- 草薙良一
- 早瀬波季
- 嵐ヨシユキ